# Ouvrage Est du Vieux-Canton
L'ouvrage Est du Vieux-Canton est une fortification faisant partie de la place forte de Toul, située dans la commune de Villey-Saint-Étienne, dans le département français de Meurthe-et-Moselle.

## Historique
En 1887, l'armée décide l'occupation du massif de la forêt de Villey-Saint-Étienne. Cette extension du périmètre défensif permet de repousser bien en avant la défense de la Place. À l'extrémité d'une crête en lisière de forêt, on construit un petit ouvrage à profil triangulaire pour l'infanterie. Un petit casernement en béton spécial occupe le centre.
En 1892, l'ouvrage reçoit l'une des premières tourelles à éclipse de petit calibre, la tourelle de 57 Nordenfelt. Cette tourelle permet de tirer frontalement sur une vaste zone angulaire et verrouille le secteur. L'ouvrage est appuyé par des batteries d'artillerie installées en arrière.
En 1906, on adjoint un observatoire permettant de conduire de façon plus sure le tir de la tourelle. La tourelle est modifiée et reçoit deux canons de 75.

## Garnison et armement en 1914
L'ouvrage disposait de 60 places protégées dans les casemates.
- 1/4 compagnie d'infanterie (167e régiment d'infanterie) ;
- 38 artilleurs (6e régiment d'artillerie à pied).